# Schneider’s Bakery
Schneider’s Bakery Productions, Inc. ist ein Spin-off-Unternehmen der US-amerikanischen Film- und Fernsehproduktionsgesellschaft Tollin/Robbins Productions. Das Unternehmen wurde von Dan Schneider gegründet, der ebenfalls als Präsident der Firma fungiert.
An sämtlichen Serien, welche unter dem Label Schneider’s Bakery produziert werden, arbeiten die gleichen Leute. Andrew Hill Newman, George Doty IV und Jake Farrow arbeiten zusammen mit Dan Schneider als Autoren bei dem Unternehmen. Steve Hoefer und Russ Reinsel führen bei den meisten Folgen der Schneider’s Bakery Serien Regie.

## Produktionen

### Serien
- 1994–2005: All That
- 1996–2000: Kenan & Kel
- 1999–2002: The Amanda Show
- 2004–2007: Drake & Josh
- 2005–2008: Zoey 101
- 2007–2012: iCarly
- 2010–2013: Victorious
- 2013–2014: Sam & Cat
- 2014–2020: Henry Danger
- 2015–2019: Game Shakers – Jetzt geht’s App (Game Shakers)

### Filme
- 2006: Drake & Josh unterwegs nach Hollywood (Drake & Josh)
- 2006: Frühlingsschmerz (Zoey 101)
- 2007: Really Big Shrimp (Drake & Josh)
- 2007: Der Fluch der PCA (Zoey 101)
- 2008: Fröhliche Weihnachten, Drake & Josh (Drake & Josh)
- 2008: Auf Wiedersehen Zoey (Zoey 101)
- 2008: Zoey auf der Suche (Zoey 101)
- 2008: iCarly: Trouble in Tokio (iCarly)
- 2009: iCarly: Böse verliebt (iCarly)
- 2009: iCarly: Vier Fäuste für iCarly (iCarly)
- 2009: iCarly: Schluss mit lustig (iCarly)
- 2010: iCarly: iPsycho (iCarly)
- 2010: Victorious: Das hässliche Entlein (Victorious)
- 2011: iCarly: Party mit Victorious (iCarly)
- 2011: Victorious: Reise nach Yerba (Victorious)
- 2012: Victorious: Platinum für Tori (Victorious)
- 2012: iCarly: Ciao Carly (iCarly)